# Reinas de Francia y mujeres ilustres

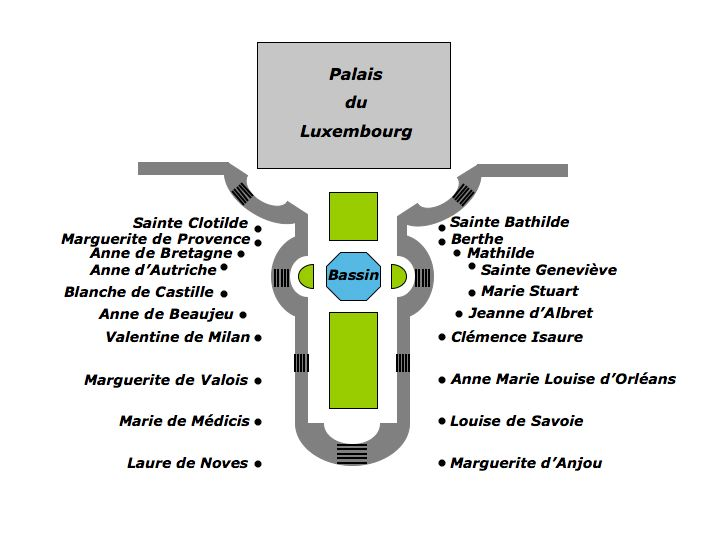
Disposición de las esculturas.

Las reinas de Francia y mujeres ilustres del Jardín de Luxemburgo en París, son una serie de veinte esculturas en mármol, dispuestas alrededor del gran estanque frente al Palacio de Luxemburgo. La elección se llevó a cabo por Luis Felipe, durante su reinado entre 1830 y 1848. La mayoría de las esculturas se encargaron alrededor de 1843, y se pagó 12.000 francos por cada una, y la mayoría de ellas fueron expuestas en los Salones de 1847 o 1848.

## Esculturas
A continuación, se muestra la distribución de las esculturas desde el extremo nordeste en sentido de las agujas del reloj.
| Reinas de Francia y mujeres ilustres                                           | Imagen | Placa | Escultor | Coordenadas                              |
| ------------------------------------------------------------------------------ | ------ | ----- | --- | ---------------------------------------- |
| Batilda de Ascania (v.630-680) Regente de Francia                              |        |       | Victor Thérasse 1848                                                                                                 | 48°50′51″N 2°20′17″E / 48.84750, 2.33806 |
| Bertrada de Laon (720-783) Reina de Francia                                    |        |       | Eugène-André Oudiné 1848                                                                                             | 48°50′50″N 2°20′17″E / 48.84722, 2.33806 |
| Matilde de Flandes (v.1031-1083) Duquesa de Normandia                          |        |       | Jean-Jacques Elshoecht 1848                                                                                          |                                          |
| Santa Genoveva (423-512) patrona de París                                      |        |       | Michel-Louis Victor Mercier 1845                                                                                     | 48°50′49″N 2°20′18″E / 48.84694, 2.33833 |
| María Estuardo (1542-1587) Reina de Francia                                    |        |       | Jean-Jacques Feuchère 1846                                                                                           |                                          |
| Juana III de Navarra, señora de Albret. (1528-1572) reina de Navarra           |        |       | Jean-Louis Brian 1848                                                                                                |                                          |
| Clemence Isaure                                                                |        |       | Antoine-Augustin Préault 1848                                                                                        |                                          |
| Ana María Luisa de Orleans (1627-1693) Duquesa de Montpensier                  |        |       | Camille Demesmay 1848                                                                                                |                                          |
| Luisa de Saboya (1476-1531) Regente de Francia                                 |        |       | Auguste Clésinger 1851                                                                                               |                                          |
| Margarita de Anjou (1429-1482) Reina de Inglaterra con su hijo Eduardo Édouard |        |       | Ferdinand Taluet 1877 Encargada en sustitución de la Juana de Arco de François Rude depositada en el Louvre en 1872. |                                          |
| Laure de Noves (1307-1348)                                                     |        |       | Auguste Ottin 1848                                                                                                   |                                          |
| María de Médici (1573-1642) Reina de Francia                                   |        |       | Louis-Denis Caillouette 1847                                                                                         |                                          |
| Margarita de Angulema (1492-1549) Reina de Navarra                             |        |       | Joseph-Stanislas Lescorné 1848                                                                                       |                                          |
| Valentina de Milán (1370-1408) Duquesa de Orleans                              |        |       | Victor Huguenin 1846                                                                                                 |                                          |
| Anne de Beaujeu (1460-1522) Regente de Francia                                 |        |       | Jacques-Édouard Gatteaux 1847                                                                                        |                                          |
| Blanca de Castilla (1188-1252) Reina de Francia                                |        |       | Auguste Dumont 1848                                                                                                  |                                          |
| Ana de Austria y Austria-Estiria (1601-1666) Reina de Francia                  |        |       | Joseph Marius Ramus 1847                                                                                             |                                          |
| Ana de Bretaña (1477-1514) Reina de Francia                                    |        |       | Jean-Baptiste Joseph Debay (1802-1862) 1846                                                                          |                                          |
| Margarita de Provenza (1219-1295) Reina de France                              |        |       | Honoré-Jean-Aristide Husson 1847                                                                                     |                                          |
| Santa Clotilde (465-545) Reina de Francia                                      |        |       | Jean-Baptiste-Jules Klagmann 1847                                                                                    |                                          |